# Scala (programmeringssprog)
 For alternative betydninger, se Scala. (Se også artikler, som begynder med Scala)
Scala er et fler-paradigmatisk programmeringssprog, der både integrerer egenskaber fra objektorienteret og funktionel programmering. Navnet stammer for det første fra det italienske ord scala, der oversættes til trappe, og henviser til, at man med sproget træder op på et nyt niveau af programmering. For det andet henviser det til ordet skala, der hentyder til, at sproget kan bruges til projekter i ethvert tænkeligt målestoksforhold.

## Platform
Scala er dybt inspireret af Java og er fuldt ud kompatibelt med Javas Virtual Machine (JVM). Ud over Javas objektorienterede struktur benytter scala sig af funktionelle begreber såsom currying, pattern-matching og anonyme funktioner. Scala er som Java statisk typet. Sproget er udgivet under BSD.

## Historie
Scala er udviklet og udtænkt af Martin Odersky, der er ansat på École Polytechnique Fédérale de Lausanne (EPFL) i Schweiz. Udviklingen begyndte i 2001, og udgivet i slutningen af 2003 / starten af 2004. Scala er løbende blevet udviklet, og er i januar 2013 nået til version 2.10.0.

## Hello World eksempel
```
 
object
 
HelloWorld
 
extends
 
App
 
{

   
println
(
"Hello World!"
)

 
}

```

Eksemplet kan kompileres ved hjælp af scalas compiler fra konsol. Hvis ovenstående gemmes i filen "HelloWorld.scala" kan filen kompileres således:
```
> scalac HelloWorld.scala
```

Og eksekveres således:
```
> scala -classpath . HelloWorld
```

Med programmeringssproget følger også et read-eval-print loop miljø, som kan afvikles i en konsol.
I det kan man skrive og evaluere kode, som eksempelvis:
```
 
>
 
println
(
"Hello World!"
)

```

## Projekter der bruger Scala
- LinkedIn
- Twitter
- The Guardian
- Play er et framework der types anvendes til at skrive hjemmesider efter REST-principperne.
- Lift er en omfattende programmeringsstruktur (framework), der er beregnet til at skabe dynamiske internet-applikationer. Lift selv fremhæver sikkerhed, vedligeholdelse og ydeevne, som nogle af deres primære fokuspunkter[3].